# Tongqi
Tongqi (同妻) es un neologismo del idioma chino para referirse a mujeres que se han casado con hombres gay. Este fenómeno ocurre a raíz de que en China no se aceptan los matrimonios entre personas del mismo sexo o la comunidad LGBTQ+, por lo que muchos hombres con estas orientaciones sexuales optan por matrimonios heterosexuales para guardar las apariencias y aliviar la presión social y familiar, convirtiéndose implcita o explícitamente en matrimonios de orientación mixta. De manera similar, tongfu (同夫) es otro neologismo para referirse a hombres que se han casado con lesbianas.
La palabra combina 同 tong de 同性戀 (tongxinglian, homosexualidad) o 同志 (tongzhi, del argot, que significa «gay») con 妻 qi («esposa»). Asimismo, tongfu (同夫) combina 同 tong y 夫 fu («esposo»). El término Tongqi puede traducirse pues como «esposas de hombres gay», pero que incluye no solo a las esposas, sino a menudo a cualquier pareja femenina de un hombre gay. Liu Dalin, entre las sexólogas en China continental, estima que el 90% de los hombres chinos gay se han casado con mujeres heterosexuales, mientras que en los Estados Unidos, sólo el 15-20% de los hombres gay se casan con mujeres. El sexólogo y sociólogo Liu Yinhe (李银河) cree que hay 20 millones de hombres homosexuales en China, 80% de los cuales se han casado con una mujer.
En la cultura china, casarse y tener hijos es una obligación social y familiar, de forma que los hombres gay chinos se encuentran bajo presión social para casarse y producir un heredero varón para continuar la línea familiar. Durante el Año Nuevo chino, la gente viaja a sus lugares de origen para celebrar con sus familias, pero para los jóvenes esto implica también tener que preocuparse por las presiones que rodean el matrimonio y tener hijos. En el caso de los hombres chinos homosexuales y las mujeres chinas lesbianas, la presión social para que tengan una relación heterosexual puede ser tan profunda que a menudo recurren a matrimonios de lavanda o «matrimonios cooperativos». Algunas personas, se han casado con lesbianas para asumir las expectativas sociales y parentales y aliviar algo de presión. Muchas parejas reportan que los matrimonios lavanda hacen más daño que bien si los individuos se niegan a sí mismos la expresión de su sexualidad fuera del matrimonio. El tema no se discute públicamente porque la homosexualidad no es ampliamente aceptada.
Sin embargo, las comunidades LGBTQ+ más pequeñas han ganado suficiente impulso como para que se haya desarrollado una aplicación específicamente centrada en ofrecer matrimonios de lavanda para personas LGBTQ+. La aplicación, llamada «Queers», ha sido descontinuada, pero tuvo tal impacto en la comunidad LGBTQ+ que antiguos miembros han pedido al fundador de Queers, Liao Zhuoying, una pareja del sexo opuesto que puedan llevar a casa para evitar la cantaleta de parte de los miembros de sus familias.